# Hyundai Equus
Der Hyundai Equus (auch bekannt und verkauft als Hyundai Centennial) ist eine seit Herbst 1999 gebaute Oberklasse-Limousine des südkoreanischen Automobilherstellers Hyundai Motor Company.
Der Equus wird ab 2016 durch den Genesis G90 (EQ900 in Südkorea) ersetzt.

## Equus / Centennial (LZ, YJ 1999–2009)

### Märkte
Der erste Equus wurde ab Oktober 1999 nur auf dem Heimatmarkt der Hyundai Motor Company in Südkorea vertrieben und dort in einer Stückzahl von 15.000 Einheiten pro Jahr gebaut. Er basiert auf dem Mitsubishi Dignity.
Einige Fahrzeuge gelangten im Rahmen von Sponsorings nach Europa, so etwa ein Exemplar das Gianna Angelopoulos-Daskalaki der Präsidentin des Organisationskomitees ATHOC der XXVIII. Olympischen Sommerspiele 2004, sowie 35 Exemplare, die im Rahmen der Fußball-Weltmeisterschaft 2006 nach Deutschland kamen. Sowohl das Exemplar aus Griechenland als auch ein Exemplar aus Deutschland  (Centennial Equus VS450) mit 4,5 Liter großem V8-Motor gelangten später auf den Gebrauchtwagenmarkt. Des Weiteren existiert in Deutschland ein Equus JS350 von 2003 (mit 3,5l V6) in privater Hand (ehemaliges Vorstandsfahrzeug der Firma Hyundai Mobis).

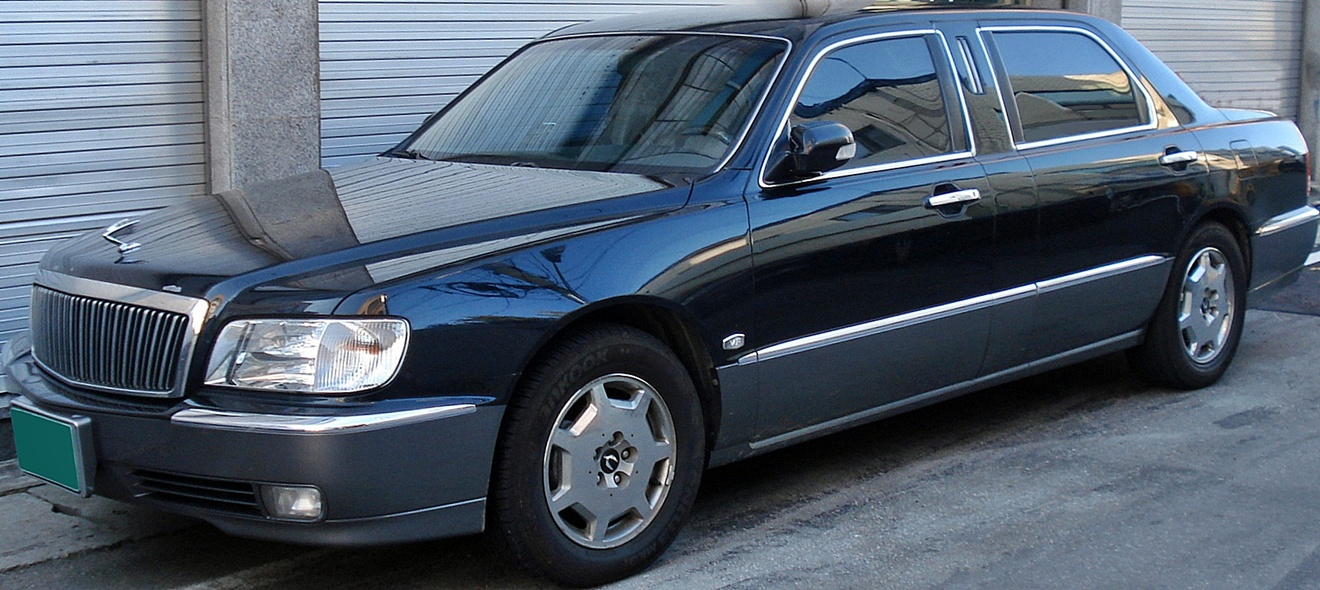
Hyundai Equus Limousine (YJ)
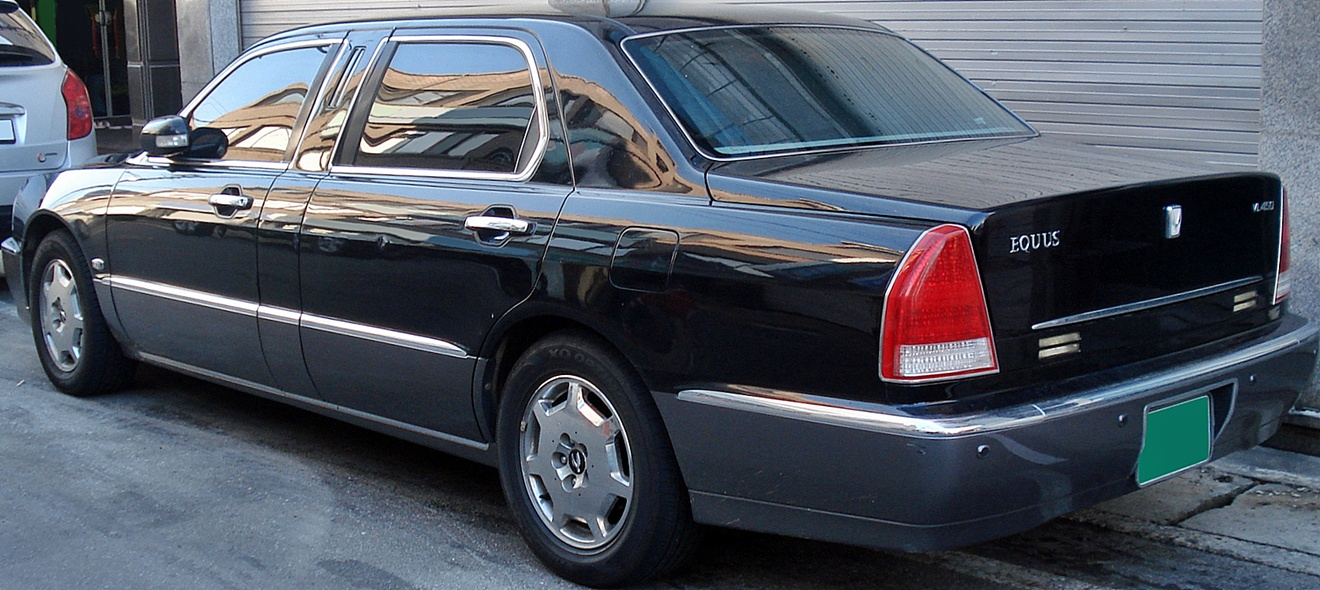
Hyundai Equus Limousine (YJ) Heckansicht
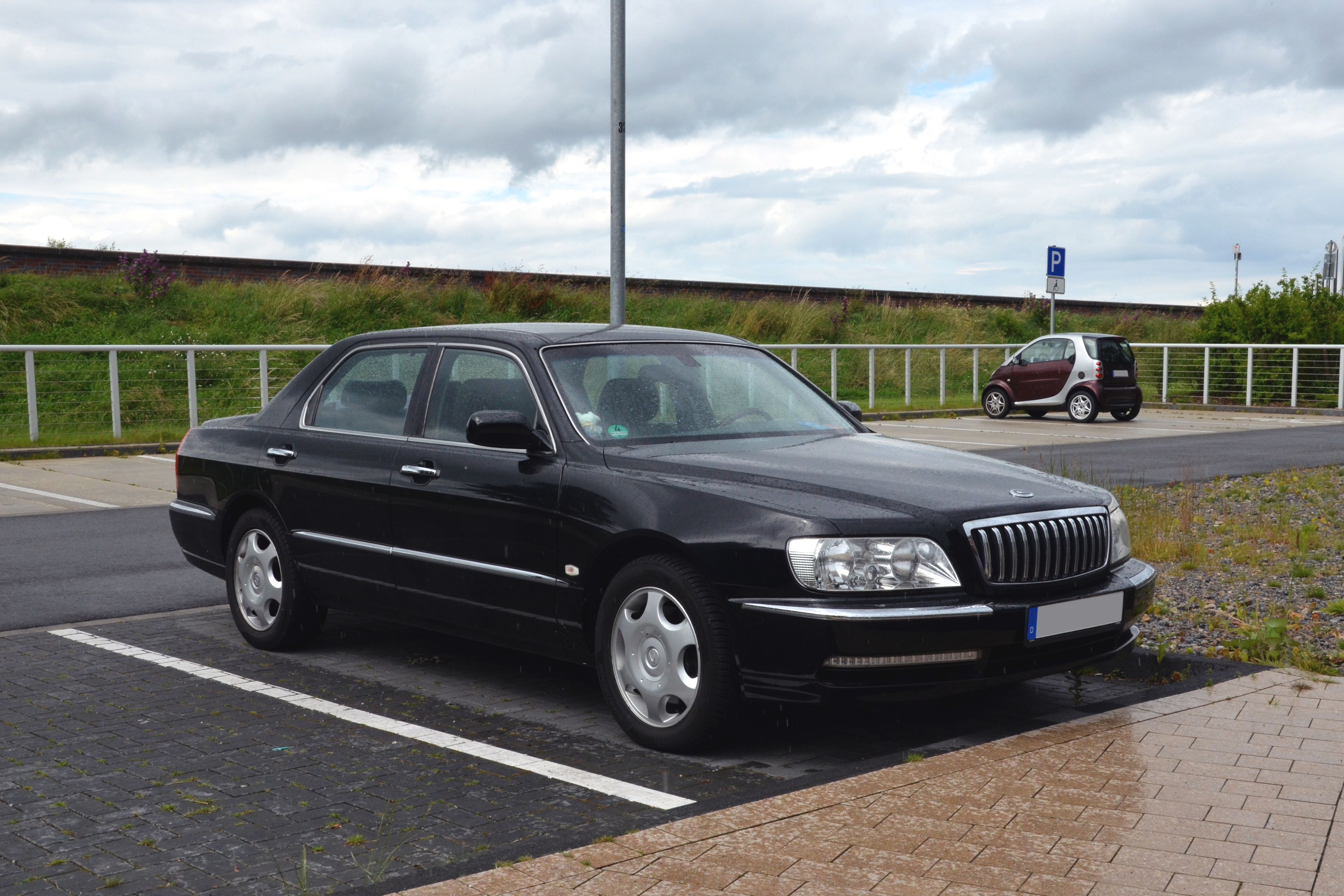
Hyundai Centennial in Deutschland
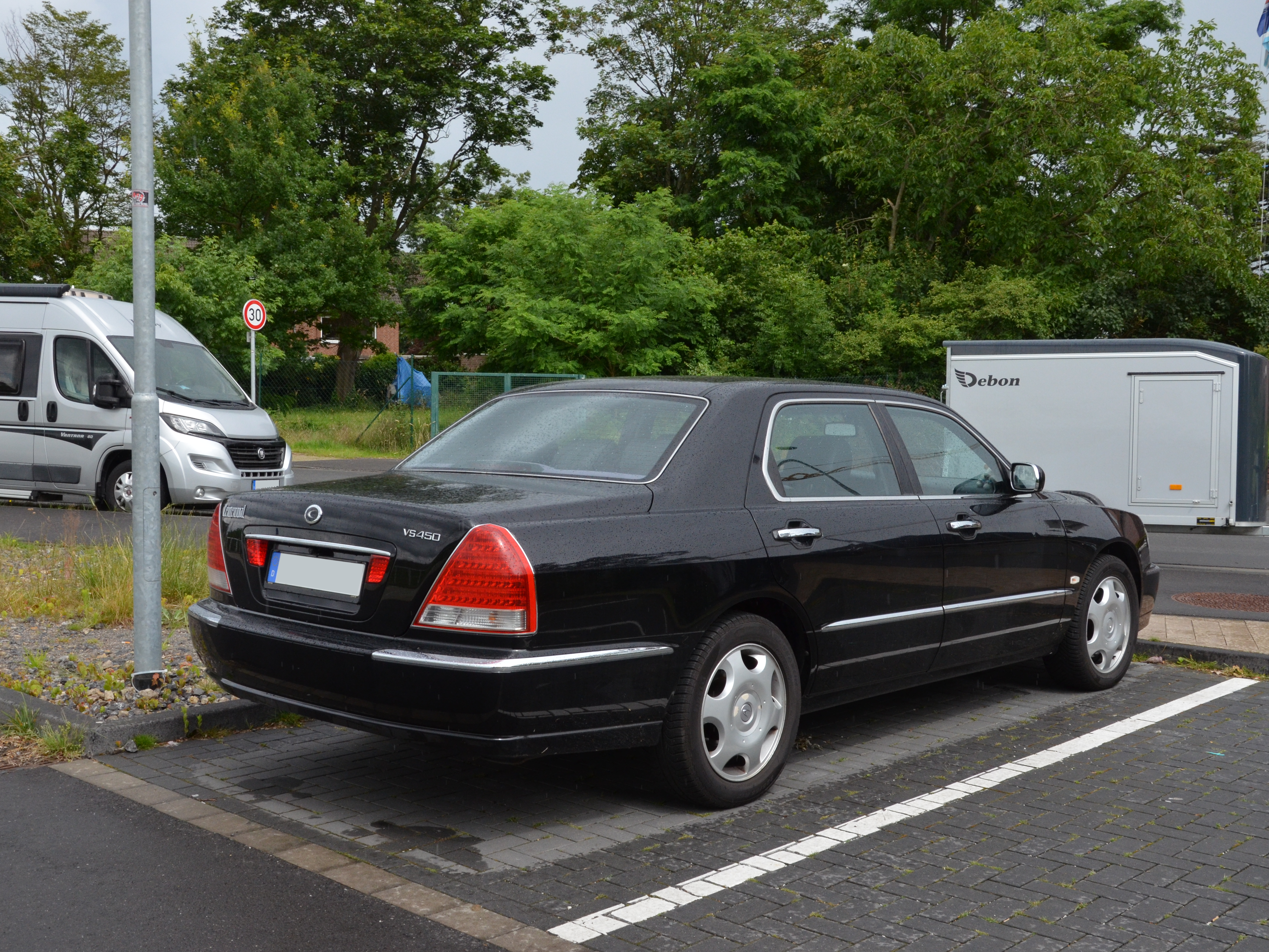
Hyundai Centennial in Deutschland

### Technik und Abmessungen
Der Hyundai Equus ist grundsätzlich in zwei verschiedenen Längen und mit zwei verschiedenen Motoren erhältlich;
- ca. 5,1 m lange Normalversion
- ca. 5,4 m lange Langversion

- 3,5–l–V6-Ottomotor mit 155 kW (210 PS) (Sigma Engine)
- 4,5-l–V8–Ottomotor mit 195 kW (265 PS) (Omega Engine, mit Mitsubishi GDI-Direkteinspritzung)

Außerdem teilt er sich diverse Komponenten mit dem Kia Opirus, der nach dem Equus entwickelt wurde.

## Zweite Generation (2009–2016)
Im März 2009 wurde die zweite Generation des Equus vorgestellt (Code: VI). Das neue Modell ist größer und wird über die Hinterräder angetrieben. Es wurde ausschließlich von Hyundai entwickelt und basiert nicht mehr auf dem Mitsubishi Dignity, sondern auf einer Hyundai-Hinterradantriebsplattform, zusammen mit Hyundai Genesis und Kia K9.
Er kommt mit einem 3,8-l-V6-Motor mit 213 kW (290 PS) und einem 4,6-l-V8-Motor mit 287 kW (390 PS). Eine Langversion mit 300 mm längerem Radstand und einem größeren 5,0-l-V8 mit 320 kW (435 PS) zu einem Preis von 135 bis 146 Millionen Südkoreanischer Won (ca. 80.000–87.000 €) angeboten. Technisch basiert die neue Generation auf dem Hyundai Genesis (Hinterradantriebs-Plattform), deshalb wurde er auch als Genesis Prestige bezeichnet. Des Weiteren ist auf Basis der Langversion VL500 eine gepanzerte Kleinserie entstanden, die das erste Sonderschutzfahrzeug von Hyundai darstellt. Sie wurde als Präsidentenlimousine auf dem G20-Gipfel im November 2010 in Seoul eingesetzt.

### Markteinführungen
Der neue Equus startete am 11. März 2009 in Südkorea und im Juni auch in der Volksrepublik China. Für Nordamerika war der Marktstart für das dritte Quartal 2010 vorgesehen, für Europa ursprünglich Mai 2011. Letztendlich wurde das Modell in Europa jedoch nicht offiziell angeboten. Allerdings wurde das Modell auf der IAA 2013 in Frankfurt präsentiert.
Auch hier fand eine Handvoll Fahrzeuge den Weg nach Europa und Deutschland über die in Offenbach am Main ansässige Europazentrale, die nach einigen Jahren der Nutzung auf den freien Markt verkauft wurden und heute in Sammlerhand bzw. gelegentlich auf den einschlägigen Internet-Verkaufsportalen zu finden sind.

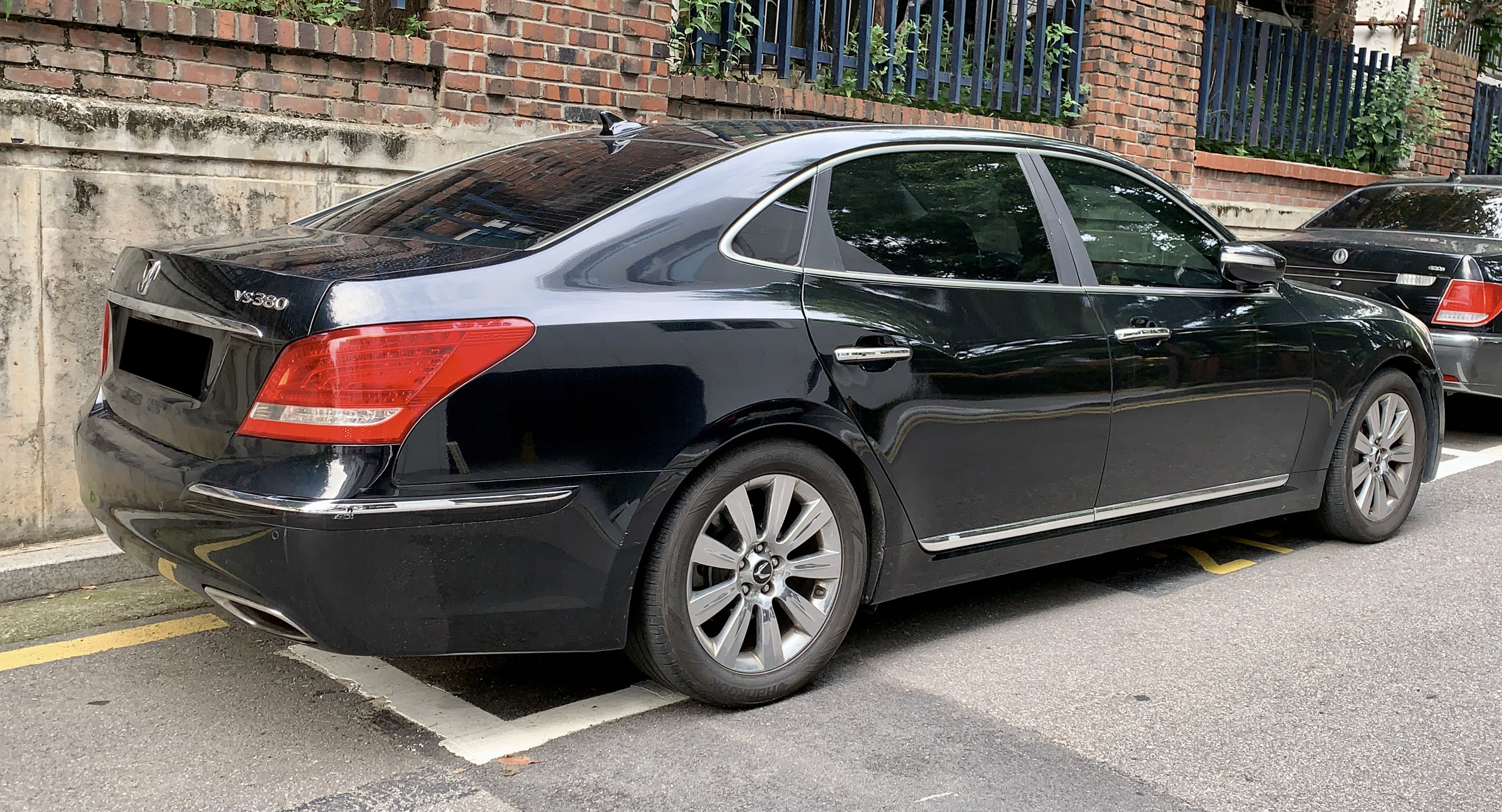
Hyundai Equus VI Heckansicht
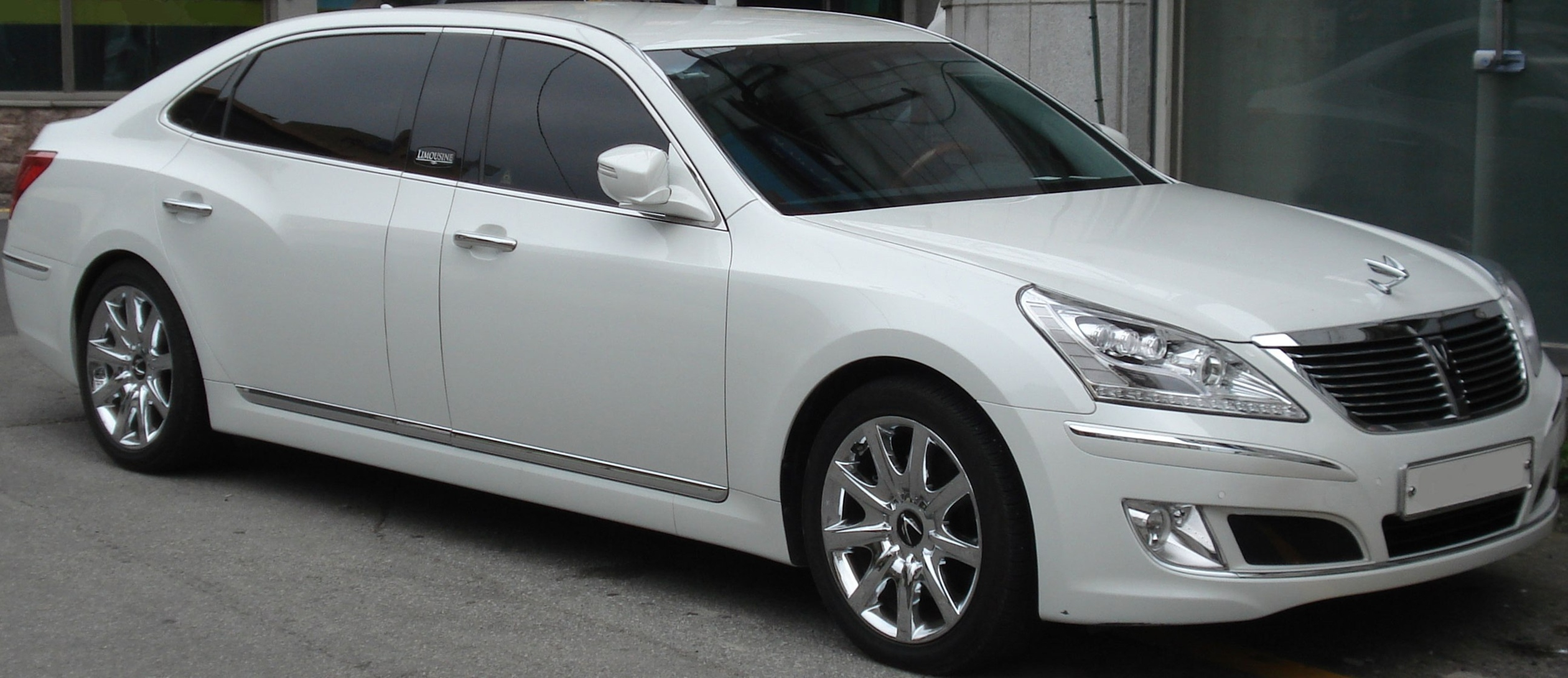
Hyundai Equus Limousine (VI)

| Technische Daten             | Technische Daten             | Equus                                 | Equus                                 | Equus                                 | Equus Limousine                       | Equus Limousine                       |
| ---------------------------- | ---------------------------- | ------------------------------------- | ------------------------------------- | ------------------------------------- | ------------------------------------- | ------------------------------------- |
| Dimension (mm)               | Länge:                       | 5160                                  | 5160                                  | 5160                                  | 5460                                  | 5460                                  |
| Dimension (mm)               | Breite:                      | 1890                                  | 1890                                  | 1890                                  | 1890                                  | 1890                                  |
| Dimension (mm)               | Höhe:                        | 1495                                  | 1495                                  | 1495                                  | 1495                                  | 1495                                  |
| Dimension (mm)               | Radstand:                    | 3045                                  | 3045                                  | 3045                                  | 3345                                  | 3345                                  |
| Motor                        | Bauart                       | V6                                    | V8                                    | V8                                    | V6                                    | V8                                    |
| Motor                        | Baureihe                     | Lambda II                             | Tau                                   | Tau                                   | Lambda II                             | Tau                                   |
| Motor                        | Hubraum (cm³)                | 3778                                  | 4627                                  | 5038                                  | 3778                                  | 5038                                  |
| Motor                        | Leistung (Drehzahl)          | 246 kW (334 PS) 6400/min              | 269 kW (366 PS) 6400/min              | 316 kW (430 PS) 6400/min              | 246 kW (334 PS) 6400/min              | 316 kW (430 PS) 6400/min              |
| Motor                        | Drehmoment (Drehzahl)        | 395 Nm 5100/min                       | 439 Nm 5000/min                       | 510 Nm 5000/min                       | 395 Nm 5100/min                       | 510 Nm 5000/min                       |
| Höchstgeschwindigkeit (km/h) | Höchstgeschwindigkeit (km/h) | 240                                   | 240                                   | 240                                   |                                       | 240                                   |
| Beschleunigung 0–100 (s)     | Beschleunigung 0–100 (s)     | 6,9                                   | 6,0                                   | 5,8                                   |                                       | 6,0                                   |
| Verbrauch (l/100 km)         | Verbrauch (l/100 km)         | 10,9                                  | 12,0                                  | 12,3                                  | 11,1                                  | 12,8                                  |
| Leergewicht (kg)             | Leergewicht (kg)             | 2000–2050                             | 2150                                  | 2150                                  | 2040                                  | 2240                                  |
| Bereifung                    | Bereifung                    | 245/45 R19 (vorn) 275/40 R19 (hinten) | 245/45 R19 (vorn) 275/40 R19 (hinten) | 245/45 R19 (vorn) 275/40 R19 (hinten) | 245/45 R19 (vorn) 275/40 R19 (hinten) | 245/45 R19 (vorn) 275/40 R19 (hinten) |